# Ligue Professionnelle 2
Ligue Professionnelle 2, även känd som Ligue 2 är den andra nivån i det Algeriska fotbollsseriesystemet för herrar. Det är 16 lag i ligan, varav tre blir uppflyttade till Ligue Professionnelle 1 och tre blir nedflyttade till Ligue Nationale Amateur.

## Klubbar 2019/20
| Lag            | Stad       | Arena                       | Kapacitet |
| -------------- | ---------- | --------------------------- | --------- |
| A Bou Saâda    | Bou Saâda  | Stade Mokhtar Abdelatif     | 5 000     |
| AS Khroub      | El Khroub  | Stade Abed Hamdani          | 8 000     |
| ASM Oran       | Oran       | Stade Habib Bouakeul        | 18 000    |
| DRB Tadjenanet | Tadjenanet | Lahoua Smaïl Stadium        | 10 000    |
| JSM Béjaïa     | Béjaïa     | Stade de l'Unité Maghrébine | 18 000    |
| JSM Skikda     | Skikda     | Stade 20 Août 1955          | 30 000    |
| MC El Eulma    | El Eulma   | Stade Messaoud Zougar       | 25 000    |
| MC Saïda       | Saïda      | Stade 13 Avril 1958         | 25 000    |
| MO Béjaïa      | Béjaïa     | Stade de l'Unité Maghrébine | 18 000    |
| O Médéa        | Médéa      | Stade Imam Lyes             | 12 000    |
| OM Arzew       | Arzew      | Stade Menaouer Kerbouci     | 7 000     |
| RC Arbaâ       | Larbaâ     | Stade Ismaïl Makhlouf       | 5 000     |
| RC Relizane    | Relizane   | Stade Tahar Zoughari        | 25 000    |
| USM Annaba     | Annaba     | Stade 19 Mai 1956           | 55 000    |
| USM El Harrach | El Harrach | Stade 1er Novembre 1954     | 5 000     |
| WA Tlemcen     | Tlemcen    | Stade Akid Lotfi            | 18 000    |